# Oecetis kronos
Oecetis kronos là một loài Trichoptera trong họ Leptoceridae. Chúng phân bố ở vùng Indomalaya.